# 戚家军
戚家军，是中国古代历史上少有的几支以带军将领命名的武装力量，以其严明的军纪，高强度的训练，精良的冷热兵器和一流的战法战阵闻名于十六世纪，前后共半个世纪的历程征战中国南北，长城内外，胜多败少，在中国明代对外战争中彪炳史册，能与宋代岳家军比肩，为中国后世官民所称颂。
万历二十三年，戚家军在讨要军饷时，于蓟镇演武场被明朝官军设计伏杀，余众解散。是为“蓟镇兵变”。至此戚家军退出中国历史舞台。

## 歷史

### 創建沿革
戚家军由明代中国一代悍将戚继光于嘉靖三十八年（1559年）在明代浙江金华府义乌县招募当地农民和周边永康、东阳、处州等处农民矿徒编练而成，当时的军力约四千人，后历经浙江台州温州剿灭倭寇之战，复入福建剿倭，兵力增至六千，平定南方倭乱之后，又随戚继光北调京师，贯彻戚继光防虏策略，在北直隶大修长城要塞，并引进骑兵，车兵，编练成一支包含诸兵种的武装力量，戚家军退守长城天险，出攻大漠塞北，成为隆庆、万历年的一支明军劲旅。
戚家军战法奇特，其中戚继光首创的“鸳鸯阵”最为著名，11人为队，攻守分工明确，对抗倭寇善于近身肉搏的步兵效果显著，据史料记载戚家军以鸳鸯阵曾数度正面直接击破大队的强悍倭寇，在嘉靖四十年（1561年）台州宁海、新河、花街、长沙诸战役中战果惊人，并且出现伤亡比极其悬殊的战例（宁海遭遇战明军斩杀300倭寇，无一阵亡），此后鸳鸯阵一直为戚家军所发扬光大。
戚家军武器更为出色，不仅有江南所产之狼筅，更有多种长短武器的小组合，其中包含倭刀腰刀火枪等等。戚家军的最大特色是装备了大量火器，除了火铳之外，大量火炮也装备到部队装备序列中，明军火器装备数量从戚家军开始达到一个更高的水准。戚家军组建骑兵之后，火枪骑兵队成为戚家军依托长城防线几次打破蒙古铁骑的法宝。

### 薊鎮事件
自隆慶二年（1568年）至萬曆十年（1582年），戚继光調到薊鎮後，他曾以自己的兵法訓練和招募蓟三协南营兵，因此他們普遍被視作戚家軍一系的「南兵」。萬曆二十三年十月二十日，明廷記錄南兵自平壤撤回後向朝廷要挾雙糧，得不到回應的南兵鼓譟，蓟州总兵王保、延绥总兵官李如樟等人设计声称将要发饷，将南兵将士手无寸铁地诱骗到蓟镇校场，随即对南兵进行屠杀。明實錄記載共杀南兵数百余人（一说为一千三百、一说三千三百），余者驱散南还。至此，戚繼光訓練的薊鎮南兵一系覆亡。明廷闻讯后，竟认可王保、李如樟、陈霞等人屠杀功臣之举，皆授平叛之功。 